# Rolandinghi
I Rolandinghi (citati a volte anche come Orlandinghi) furono una delle casate nobiliari, con origini longobarde, attestate dall'età carolingia, che dominarono diversi territori dell'attuale Provincia di Lucca e gli uffici dell’Arcidiocesi di Lucca tra i secoli X e XIII.

## Storia

### Le Origini
Con il nome di Rolandinghi si indica una delle casate più importanti della “media” aristocrazia lucchese che riuscì a costituire una potente consorteria signorile tra il X e il XII secolo. Dagli archivi si può risalire all'origine della famiglia con un personaggio chiamato Cristiano, attivo in Toscana, e soprattutto a Lucca, alla metà del IX secolo. Questo ebbe un figlio a noi noto dagli archivi, Rodilando, attestato, sempre a Lucca, al tempo dei vescovi Berengario I (837-843) e Ambrogio (843-852), che fu ben inserito nelle file dell’“élite diocesana”: gruppo di nobili della città al seguito del vescovo.
Rodilando ebbe tre figli, Adalfrido, Rodilando II e Lamberto, protagonisti della vita politica lucchese nell'età carolingia. Da Lamberto nacque il nucleo di possedimenti fuori dalla città che spaziavano sull’intera diocesi di Lucca, dalla Garfagnana alla Valdera. 
Lamberto ebbe due figli dai quali iniziano due gruppi parentali importanti nella storia del contado delle attuali provincie di Lucca e Pisa. Il primo figlio, Rodilando III, ebbe in eredità  i possedimenti nella valle del Serchio, nonché interessi in Maremma e nelle valli del grossetano dei fiumi Pecora, Alma e Bruna e si tramandarono il nome Rodilando; il secondo figlio, Lamberto II, ebbe il nucleo di terre a Palaia e si tramandarono i nomi Lamberto e Adalfrido.
Da Rodilando III ebbe quindi origine il gruppo parentale noto come Rolandinghi.

### Il periodo feudale
La fortuna dei Rolandinghi si lega a un evento importante che costituisce uno snodo fondamentale per la storia della casata. In una data non molto anteriore al 29 maggio 935, fu eletto vescovo di Lucca un esponente della casa: Corrado, figlio di Rodilando III. La gestione del seggio episcopale fu indubbiamente “nepotistica” e i suoi familiari beneficiarono ampiamente della sua posizione.
Dalla fine del X secolo e i decenni centrali del XI secolo, i possedimenti dei figli di Rodilando III si espansero infatti nella media Garfagnana a partire dal nucleo principale posto nei pressi della Pieve di Santa Maria a Loppia a Barga chiamato domus Rolandinghorum de Loppia (casa dei Rolandinghi di Loppia). Nei decenni successivi troviamo la famiglia, organizzata in consorteria anche in altre località della Garfagnana: Vergemoli, Plaiolo, Lucignana, Ansugo, Barga, Mologno, Tiglio, Coreglia, Gallicano, Ghivizzano, Bolognana, Cardoso fino a Calavorno e confinanti con i possedimenti dei Suffredinghi nella media valle del Serchio. Nell'XI secolo si imparentarono con i Nobili di Corvaia tramite il matrimonio di Rodilando V con Imilga, figlia del visconte Fraolmo III di Corvaia. Nei documenti del XII secolo sono spesso citati anche come Orlandinghi e filii Rolandi.
Le famiglie della media aristocrazia lucchese hanno mantenuto stretti rapporti tra loro e anche con le famiglie di più alto rango già a partire dalla fine del X secolo con matrimoni combinati. Alcuni membri della casa dei Rolandinghi si legarono in matrimonio ai Nobili di Corvaia, al ramo dei Cunimondinghi di Bozzano e Castello Aghinolfi e ai Suffredinghi.

### La decadenza
Dalla seconda metà del XII secolo, il nascente comune di Lucca ingaggiò una serie di guerre per il controllo dei territori del contado. La Repubblica di Pisa cercò di contrapporsi alleandosi con le famiglie feudatarie dei territori della Versilia (Nobili di Corvaia) e della valle del Serchio e Garfagnana (Suffredinghi, Gherardinghi e Rolandinghi). Le famiglie feudatarie, citate spesso con il termine generico di Cattanei (dal lat. med. *capitānu(m) per il lat. tardo capitanĕu(m); in italiano "capitano"), ebbero contrasti con Lucca e la distruzione di molti dei loro castelli tra la fine del XII secolo e la metà del XIII. I Rolandinghi persero Ghivizzano (gennaio 1171) e Calavorno (11 giugno 1173). L'ultimo dei possedimenti noto dei Rolandinghi fu probabilmente il fortilizio di Vergemoli, dove la famiglia feudale cercò di resistere all'espansione di Lucca.
A differenza di altre consorterie coeve, come i Suffredinghi e i Nobili di Corvaia, i Rolandinghi seppero far valere i propri interessi nella vita politica cittadina rientrando sul palcoscenico che avevano calcato nei secoli precedenti. Dalla fine del XII secolo, la famiglia dei Rolandinghi possedeva una zona all’interno della città di Lucca, ricordata nelle fonti come curtis Rolandinga e perpetuata oggi nel nome della Chiesa di Santa Maria Corteorlandini.
Dal XIII secolo i Rolandinghi seppero inoltre tessere stretti rapporti con la curia papale, in particolare sotto Innocenzo IV, finendo a porre sul trono episcopale di Lucca un loro congiunto con il nome di Enrico I (1257-1267).
Entro la fine del XIV secolo, tutte le famiglie feudali della lucchesia avevano lasciato i propri antichi territori nella valle del Serchio e in Versilia per giurare fedeltà alla Repubblica di Lucca, e i loro antichi detentori si erano trasferiti in città cercando di curare i propri interessi economici.

## Genealogia
|                                         |                                         |                         |                                                       |                                                       |                                      |                                      |                        |                                                        |                                                        |
|                                         |                                         |                         | CRISTIANO †854 capostipite                            |                                                       |                                      |                                      |                        |                                                        |                                                        |
|                                         |                                         |                         |                                                       |                                                       |                                      |                                      |                        |                                                        |                                                        |
|                                         |                                         |                         |                                                       |                                                       |                                      |                                      |                        |                                                        |                                                        |
|                                         |                                         |                         | RODILANDO 837-†866                                    |                                                       |                                      |                                      |                        |                                                        |                                                        |
|                                         |                                         |                         |                                                       |                                                       |                                      |                                      |                        |                                                        |                                                        |
|                                         |                                         |                         |                                                       |                                                       |                                      |                                      |                        |                                                        |                                                        |
|                                         | ADALFRIDO 862-897                       | ADALFRIDO 862-897       | RODILANDO II 863-†897                                 | RODILANDO II 863-†897                                 | LAMBERTO 871-†907                    | LAMBERTO 871-†907                    |                        |                                                        |                                                        |
|                                         |                                         |                         |                                                       |                                                       |                                      |                                      |                        |                                                        |                                                        |
|                                         |                                         |                         |                                                       |                                                       |                                      |                                      |                        |                                                        |                                                        |
|                                         |                                         |                         | RODILANDO III 914-†939 Capostipite dei Rolandinghi    | RODILANDO III 914-†939 Capostipite dei Rolandinghi    |                                      |                                      |                        | LAMBERTO II 910-†940 Capostipite dei Signori di Palaia | LAMBERTO II 910-†940 Capostipite dei Signori di Palaia |
|                                         |                                         |                         |                                                       |                                                       |                                      |                                      |                        |                                                        |                                                        |
|                                         |                                         |                         |                                                       |                                                       |                                      |                                      |                        |                                                        |                                                        |
| CORRADO 935-†967 Vescovo di Lucca (935) | CORRADO 935-†967 Vescovo di Lucca (935) | SISEMUNDO 939-†991      | SISEMUNDO 939-†991                                    |                                                       |                                      | GIOVANNI 954-†991                    | GIOVANNI 954-†991      | ADALFRIDO II 940-†1018                                 | ADALFRIDO II 940-†1018                                 |
|                                         |                                         |                         |                                                       |                                                       |                                      |                                      |                        |                                                        |                                                        |
|                                         |                                         |                         |                                                       |                                                       |                                      |                                      |                        |                                                        |                                                        |
|                                         | SISEMUNDO II 991-†1017                  | SISEMUNDO II 991-†1017  | RODILANDO V 991-†1004 ⚭ IMILGA♀ dei Nobili di Corvaia | RODILANDO V 991-†1004 ⚭ IMILGA♀ dei Nobili di Corvaia |                                      | RODILANDO VI 991-†1041               | RODILANDO VI 991-†1041 | Signori di Palaia ·                                    | Signori di Palaia ·                                    |
|                                         |                                         |                         |                                                       |                                                       |                                      |                                      |                        |                                                        |                                                        |
|                                         |                                         |                         |                                                       |                                                       |                                      |                                      |                        |                                                        |                                                        |
|                                         | GHERARDO · 1017-†1070 ·                 | GHERARDO · 1017-†1070 · | UBERTO · 1004-†1049 ·                                 | UBERTO · 1004-†1049 ·                                 | WALDO · 1041-1059- visconte (1041) · | WALDO · 1041-1059- visconte (1041) · | VILLANO · 1059-1070 ·  | VILLANO · 1059-1070 ·                                  |                                                        |

Le date specificate da † corrispondono all'attestazione del personaggio come defunto; le date non specificate si riferiscono alla prima e/o ultima attestazione nelle fonti di archivio. Il simbolo ⚭ indica un matrimonio che lega altre famiglie nobiliari.
Fonte della genealogia:
- Paolo Tomei, Milites elegantes. Le strutture aristocratiche nel territorio lucchese (800-1100 c.), Firenze, 2019.